# Dochodzenie w sprawie Stwórcy
Dochodzenie w sprawie Stwórcy (ang. The Case for a Creator) – chrześcijańska książka apologetyczna napisana przez amerykańskiego dziennikarza Lee Strobela. Została przetłumaczona na wiele języków. W Polsce wydana w 2006 roku przez wydawnictwo Credo. Była na liście bestsellerów „New York Timesa” (New York Times Best Seller).
Autor podejmuje próbę skomentowania stanowiska współczesnej nauki co do kwestii pochodzenia wszechświata i człowieka z perspektywy religijnej (inteligentnego projektu). Rozważa problem, czy koncepcja inteligentnego projektu może być naukową alternatywą dla naturalistycznej wizji świata. 
Książka jest zbiorem wywiadów – zapisem spotkań z wybranymi naukowcami i dyskusji na konkretne tematy z dziedziny kosmologii, matematyki, fizyki, chemii, biologii, archeologii, filozofii i metodologii nauk. Wśród naukowców są: Stephen C. Meyer, William Lane Craig, Jonathan Wells, Robin Collins, Guillermo Gonzalez, Jay Richards, Michael Behe i J.P. Moreland.

## Specjalne wersje i film
Na podstawie książki w 2006 roku zrealizowano film o tym samym tytule. Film jest dostępny także w wersji DVD, wraz z dodatkowym materiałem.
W 2006 roku została wydana wersja książki dla dzieci pt. The Case for a Creator for Kids, a w 2010 roku wersja The Case for a Creator for Kids, Updated and Expanded oraz wersja dla młodzieży The Case for a Creator Student Edition.

## Odbiór
Książka omawiana jest w publikacjach popierających wiarę w istnienie Boga-Stwórcy, jak również krytycznie komentowana przez zwolenników poglądów naturalistycznych. Przeciwnicy między innymi zarzucają autorowi dobór rozmówców o określonym światopoglądzie, prezentujących poglądy nieuznawane przez większość naukowców.